# Laleu, Orne
Laleu är en kommun i departementet Orne i regionen Normandie i nordvästra Frankrike. Kommunen ligger i kantonen Le Mêle-sur-Sarthe som tillhör arrondissementet Alençon. År 2022 hade Laleu 361 invånare.

## Befolkningsutveckling
Antalet invånare i kommunen Laleu
| Referens: INSEE |